# Lista de deputados estaduais do Rio Grande do Norte da 45.ª legislatura
Essa é uma lista de deputados estaduais do Rio Grande do Norte eleitos para o período 1951-1955. 34 deputados.

## Composição das bancadas
| Partido | Líder                     | Bancada | Posição      |
| ------- | ------------------------- | ------- | ------------ |
| PSD     | Newton Pinto              | 13 / 34 | Governo      |
| UDN     | João Fernandes de Melo    | 12 / 34 | Oposição     |
| PSP     | Roberto Varela            | 5 / 34  | Governo      |
| PR      | Francisco Teodulo Avelino | 2 / 34  | Governo      |
| PTB     | José Silveira Martins     | 2 / 34  | Independente |

## Deputados estaduais
| Número | Deputados estaduais eleitos           | Partido | Votação | Percentual | Cidade onde nasceu      | Unidade federativa  |
| 14831  | José Nicodemus da Silveira Martins    | PTB     | 3.299   | 1,87%      | Areia Branca            | Rio Grande do Norte |
| 22717  | João da Mata Paiva                    | UDN     | 3.226   | 1,83%      | Natal                   | Rio Grande do Norte |
| 22470  | Genésio Cabral de Macedo              | UDN     | 3.082   | 1,75%      | Natal                   | Rio Grande do Norte |
| 41917  | Lauro Arruda Câmara                   | PSD     | 2.879   | 1,63%      | Nova Cruz               | Rio Grande do Norte |
| 41482  | Aluísio Gonçalves Bezerra             | PSD     | 2.767   | 1,57%      | Santa Cruz              | Rio Grande do Norte |
| 22947  | José Xavier da Cunha                  | UDN     | 2.714   | 1,54%      | Nísia Floresta          | Rio Grande do Norte |
| 41151  | Francisco Dantas Guedes               | PSD     | 2.549   | 1,44%      | Mossoró                 | Rio Grande do Norte |
| 41114  | Túlio Augusto Fernandes de Oliveira   | PSD     | 2.480   | 1,40%      | Jardim de Piranhas      | Rio Grande do Norte |
| 41268  | Newton Pinto                          | PSD     | 2.479   | 1,40%      | Goianinha               | Rio Grande do Norte |
| 22632  | Carlos Borges de Medeiros             | UDN     | 2.463   | 1,39%      | Caicó                   | Rio Grande do Norte |
| 41493  | Raúl de França Alencar                | PSD     | 2.431   | 1,38%      | Guamaré                 | Rio Grande do Norte |
| 46876  | Sebastião Maltez Fernandes            | PSP     | 2.356   | 1,33%      | Jucurutu                | Rio Grande do Norte |
| 20276  | Abílio Medeiros                       | PR      | 2.322   | 1,31%      | São Gonçalo do Amarante | Rio Grande do Norte |
| 41658  | Israel Ferreira Nunes                 | PSD     | 2.318   | 1,31%      | Mossoró                 | Rio Grande do Norte |
| 41889  | Creso Bezerra de Melo                 | PSD     | 2.294   | 1,30%      | Pau dos Ferros          | Rio Grande do Norte |
| 22879  | Mariano Coelho                        | UDN     | 2.280   | 1,29%      | Baraúna                 | Rio Grande do Norte |
| 41592  | José Torquato de Figueiredo           | PSD     | 2.258   | 1,28%      | São Miguel              | Rio Grande do Norte |
| 41751  | Francisco Bilac de Faria              | PSD     | 2.191   | 1,24%      | Apodi                   | Rio Grande do Norte |
| 41586  | Alfredo Mesquita Filho                | PSD     | 2.189   | 1,24%      | Macaíba                 | Rio Grande do Norte |
| 22567  | José Cortez Pereira de Araújo         | UDN     | 2.176   | 1,23%      | Currais Novos           | Rio Grande do Norte |
| 22895  | Odorico Ferreira de Souza             | UDN     | 2.123   | 1,20%      | Natal                   | Rio Grande do Norte |
| 22598  | Jader Torquato do Rêgo                | UDN     | 2.121   | 1,20%      | Luís Gomes              | Rio Grande do Norte |
| 41510  | Manoel Veras Saldanha                 | PSD     | 2.121   | 1,20%      | Campo Grande            | Rio Grande do Norte |
| 22806  | Stoessel de Brito                     | UDN     | 2.102   | 1,19%      | Parnamirim              | Rio Grande do Norte |
| 22665  | José Fernandes de Melo                | UDN     | 2.078   | 1,18%      | Currais Novos           | Rio Grande do Norte |
| 41490  | José Patrício de Figueiredo Neto      | PSD     | 2.077   | 1,18%      | Alexandria              | Rio Grande do Norte |
| 20417  | Francisco Teódulo Avelino             | PR      | 2.064   | 1,17%      | Macau                   | Rio Grande do Norte |
| 46445  | Roberto Pereira Varela                | PSP     | 2.050   | 1,16%      | Ceará-Mirim             | Rio Grande do Norte |
| 46219  | Ezequiel Epaminondas da Fonseca Filho | PSP     | 1.997   | 1,13%      | Assu                    | Rio Grande do Norte |
| 22188  | Milton Ribeiro Dantas                 | UDN     | 1.958   | 1,11%      | Nísia Floresta          | Rio Grande do Norte |
| 46627  | Francisco Sólon Sobrinho              | PSP     | 1.944   | 1,10%      | Areia Branca            | Rio Grande do Norte |
| 14461  | Antonio Rodrigues de Carvalho         | PTB     | 1.943   | 1,10%      | Mossoró                 | Rio Grande do Norte |
| 22377  | João Batista Borges Montenegro        | UDN     | 1.862   | 1,05%      | Assu                    | Rio Grande do Norte |
| 46969  | João Neto Guimarães                   | PSP     | 1.595   | 0,90%      | Extremoz                | Rio Grande do Norte |